# 维克多·弗拉基米洛维奇·赫列勃尼科夫
维克多·弗拉基米洛维奇·赫列勃尼科夫，笔名维里米亚·赫列勃尼科夫（Хлебников Велимир (Виктор Владимирович)，1885年11月9日—1922年6月28日），俄罗斯诗人、剧作家。俄罗斯未来主义流派的代表人物之一。小行星3112以他命名。